# Tarjánpuszta
Tarjánpuszta is een plaats (község) en gemeente in het Hongaarse comitaat Győr-Moson-Sopron. Tarjánpuszta telt 390 inwoners (2001).